# Santa Rita, Yoro
Santa Rita är en ort i Honduras.   Den ligger i departementet Departamento de Yoro, i den västra delen av landet, 140 km nordväst om huvudstaden Tegucigalpa. Santa Rita ligger 52 meter över havet och antalet invånare är 17 229.
Terrängen runt Santa Rita är varierad. Runt Santa Rita är det ganska glesbefolkat, med 38 invånare per kvadratkilometer. Närmaste större samhälle är Villanueva, 18,0 km nordväst om Santa Rita. Omgivningarna runt Santa Rita är en mosaik av jordbruksmark och naturlig växtlighet.